# Quantum Cable
Quantum Cable  es un sistema de cable de comunicaciones submarino de 7700 km que conectará Asia con Europa a través del mar Mediterráneo. Conecta Chipre, Grecia, Israel, Italia, Francia y España. El cable cuántico se colocará simultáneamente y al mismo tiempo con el interconector EuroAsia de 2000 MW. Cable es propiedad y está financiado por Quantum Cable.

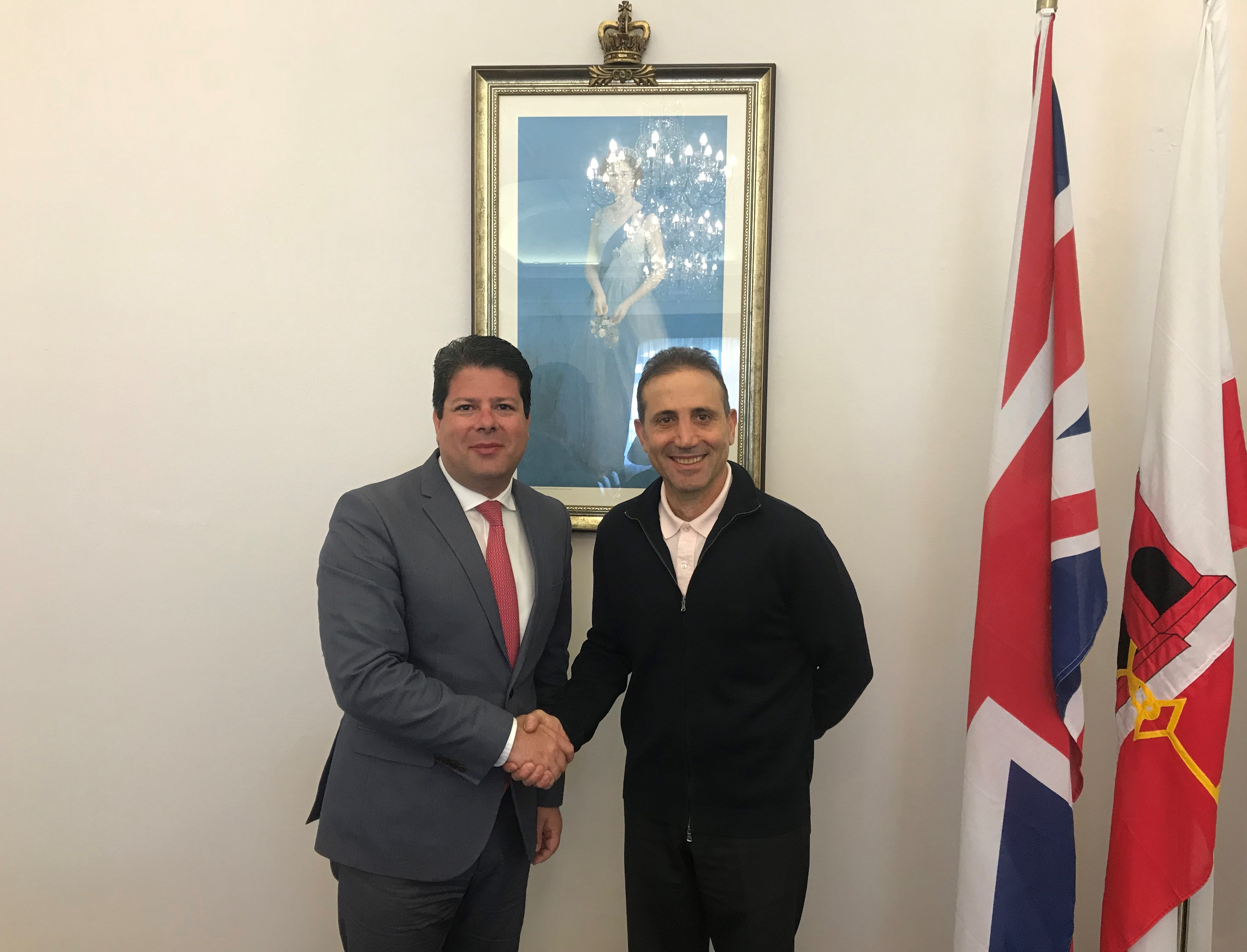
El CEO de Quantum Cable, Nasos Ktorides (derecha) con el Ministro Principal de Gibraltar, Fabian Picardo

## Descripción
Quantum Cable es un sistema de cable de fibra óptica submarino de ultra alta velocidad de 7.700 kilómetros (4.800 millas) que conecta Oriente Medio con Europa a través del Mar Mediterráneo. Conecta Chipre, Grecia, Israel, Italia, Francia y España. El punto terminal del cable estará en Bilbao, España, donde se espera que esté conectado con el cable MAREA transatlántico propuesto. 
El sistema de cable Quantum Cable implementa tecnología de transmisión a una velocidad de banda ancha ultrarrápida de 160 Tbit / s (terabits por segundo), equivalente al cable MAREA. Esa capacidad es equivalente a transmitir 80 millones de llamadas de videoconferencia en HD al mismo tiempo. Con esa velocidad, el 60 por ciento del tráfico mundial de Internet podría manejarse en la hora pico. Se espera que el cable tenga 40 veces más capacidad que la capacidad promedio de los cables de Internet existentes en el Mediterráneo. Por lo tanto, admitirá alta velocidad para centros de datos, proveedores de nube y servicios en línea. 
Durante la cumbre trilateral Grecia-Chipre-Israel el 15 de junio de 2017. El Ministro de Política Digital de Grecia, el Ministro de Transporte y Comunicación de Chipre y el funcionario israelí responsable de cuestiones de política digital discutieron el plan estratégico sobre la inclusión de cables de fibra óptica en el interconector EuroAsia. Señalaron que el interconector EuroAsia junto con el cable es estratégicamente importante para Grecia, al actualizar su estatus a un centro regional de electricidad y telecomunicaciones. Los primeros ministros de Grecia, Alexis Tsipras, Israel Benjamin Netanyahu y el presidente de Chipre, Nicos Anastasiades, en la ciudad griega de Salónica el 15 de junio de 2017, acordaron apoyar el despliegue del nuevo cable submarino de fibra óptica, como un enlace crítico entre Europa, Oriente Medio y Asia. 
El 8 de mayo de 2018. en Nicosia tuvo lugar la cuarta reunión tripartita Chipre-Israel-Grecia. Los primeros ministros de Grecia, Alexis Tsipras, Israel Benjamin Netanyahu y el presidente de Chipre, Nicos Anastasiades, volvieron a confirmar su apoyo a la implementación oportuna del interconector EuroAsia y el cable cuántico, que acompaña al cable de fibra óptica. El Ministro Principal de Gibraltar, Fabian Picardo, en reunión con el CEO Quantum Cable Nasos Ktorides expresó su apoyo a Quantum Cable e interés en la creación de la estación de aterrizaje de cable en Gibraltar. 
El cable cuántico se colocará a profundidades de 3.000 metros al mismo tiempo y en paralelo con el interconector EuroAsia de 2.000 MW. [2] [24] El exministro de Asuntos Exteriores de Chipre (1997-2003, 2013-1 de marzo de 2018) y jefe del grupo de trabajo de Asuntos Exteriores del Parlamento Europeo, Ioannis Kasoulides, se unió al Cable Cuántico el 29 de marzo de 2018 como Presidente del Consejo Estratégico. [25] El exministro de Transporte, Comunicaciones y Obras de Chipre, Marios Demetriades, también se unió al Consejo Estratégico de Quantum Cable. [26] [27] 
Quantum Cable minimizará la dependencia de los países mediterráneos y del Medio Oriente de los PoP de Europa occidental y central. La capacidad del cable acelerará el despliegue de redes rápidas móviles y fijas. Brindar conectividad rápida maximizará la confiabilidad de la red troncal de Internet existente en Europa y Medio Oriente. Quantum Cable también facilitará la instalación y el alojamiento de centros de datos. [2] 
Al conectar los principales PoP neutros para los operadores en Chipre, Grecia, Israel, Italia, Francia y España, los clientes de Quantum Cable pueden elegir sus proveedores preferidos de back-haul disponibles en estos PoP o en estaciones de aterrizaje de cable en el Medio Oriente, África del Norte y Europa . [10] 
El costo del proyecto se estima en US $ 200 millones y será realizado por Quantum Cable. [1] [5] Está previsto que entre en servicio en octubre de 2020.

## Puntos de aterrizaje
1. Bilbao, España
2. Marsella, Francia
3. Bari, Italia
4. Agios Dimitrios, Grecia
5. Heraklion, Grecia
6. Kofinou, Chipre
7. Hadera, Israel